# Lenore Ripke-Kühn
Lenore Ripke-Kühn (geb. Eleonore Helene Kühn; nach der Wiederheirat Kühn-Frobenius; * 31. Januar 1878 in Riga; † 21. Oktober 1955 in Tutzing) war eine deutsche Philosophin, Pianistin und Reiseschriftstellerin.

## Leben
Lenore Kühn war die Tochter eines Gymnasiallehrers und einer Musiklehrerin in Riga. Nach dem Schulbesuch dort ging sie 1896 auf die Hochschule für Musik in Berlin sowie nach Paris, wo sie bei Raoul Pugno lernte, in den sie sich auch verliebte. Dann besuchte sie bei Helene Lange in Berlin das Gymnasium für Mädchen und legte 1903 das Abitur in Hanau ab. In Berlin, Erlangen und Freiburg i. Br. studierte sie Philosophie u. a. bei Heinrich Rickert. Daneben arbeitete sie als Klavierlehrerin und Pianistin. 1907 erfolgte die Promotion zur Dr. phil. in Freiburg über ein ästhetisches Thema. 1908 heiratete sie den Journalisten Axel Ripke und lebte mit ihm in Frankfurt am Main, ab 1910 in Berlin. Beide schrieben und wirkten als Redakteure für die alldeutsche Zeitschrift Der Panther. 1915 veröffentlichte sie dort einen Aufsatz über Nietzsche, mit dem sie seine völkische Deutung durch nationalsozialistische Interpreten einleitete. Bald lernte sie Elisabeth Förster-Nietzsche schätzen, mit der sie über 20 Jahre verbunden blieb. 1917 arbeitete sie nach einem Aufruf an Akademikerinnen in einer Munitionsfabrik in Bayern. 1917 war sie in die Gründung der antisemitischen Fichte-Gesellschaft von 1914 eingebunden und wurde Gründungsmitglied der Deutschen Philosophischen Gesellschaft, die gegen den angeblich jüdischen Einfluss in der Kant-Gesellschaft (Paul Cassirer war gemeint) gegründet wurde. Im Kampf um die Abtretung Danzigs 1918/19 setzte sie sich mit der gebürtigen Danzigerin Käthe Schirmacher für die Deutschnationale Volkspartei ein, für die sie ab 1919 bis 1923 hauptamtlich die Frauenpolitik bearbeitete. Sie arbeitete auch am ersten Parteiprogramm mit, wobei sie versuchte die Berufstätigkeit der Frau zu verankern.
1919 wurde sie geschieden und heiratete 1922 den Kunstmaler Hermann Frobenius. Auch diese Ehe scheiterte 1926. Mit dem Physiker Ernst Gehrcke bekämpfte sie 1920 Einsteins Relativitätstheorie auf philosophischer Basis. In der DNVP gab sie seit 1921 eine politische Frauenzeitschrift heraus, setzte sich mit dem Matriarchat bei Johann Jakob Bachofen auseinander und wirkte auch beruflich im Nietzsche-Archiv. Mit Walter Schotte gründete sie 1924 die Zeitschrift Frau und Nation, die von rechten Kreisen finanziert wurde, aber bald wieder einging. Die Auftragsarbeit von Eugen Diederichs Schule der Liebe (1930) zur Aufklärung über weibliche Sexualität erschien in vielen Auflagen. Sie konvertierte 1926 zum Deutschen Gottglauben und bezog antichristliche Positionen, auch gibt es klare antisemitische Äußerungen von ihr. Sie gehörte zur völkischen Frauenbewegung, die allerdings bei Hitler und anderen Nationalsozialisten auf wenig Gegenliebe stieß. Religiös engagierte sie sich nun in der Deutschen Glaubensbewegung von Jakob Wilhelm Hauer. Nur noch wenige Arbeiten konnten veröffentlicht werden. Als vielseitige Autorin schrieb sie Reiseberichte und kunsthistorische Aufsätze. Später lebte sie in Weilheim in Oberbayern und Murnau am Staffelsee. Erst 1948 lernte sie die nach wie vor völkisch-antisemitische Mathilde Ludendorff persönlich kennen. Gegen den Ausgang des Spruchkammerverfahrens versuchte sie 1951 erfolglos den Akademischen Frauenbund München zu mobilisieren. Bei Ludendorffs Schwiegersohn Franz Karg von Bebenburg in Pähl erschienen nun einige Arbeiten.

## Schriften
- pseud. Diotima: Schule der Liebe, Eugen Diederichs, Jena 1930 (viele Auflagen und Übersetzungen)[1]
  - Diotíma: Schule der Liebe, Leipzig 2009 (gekürzte und kommentierte Neuausgabe) ISBN 978-3-923211-34-0 pdf
- Lenore Kühn: Das Problem der ästhetischen Autonomie. In: Zeitschrift für Ästhetik und allgemeine Kunstwissenschaft. Band 4, 1909, S. 16–77, doi:10.11588/DIGLIT.3531.25.
- Die deutschnationale Frau, Zeitschrift der DNVP 1921–1923, 1931–1933
- Mitarb. bei Sophie Rogge-Börner (Hg.): Die deutsche Kämpferin, Zeitschrift 1933–1937 (Verbot)
- Das Buch Eros: Studien zur Liebesgeschichte von Seele, Welt, Gott, Diederichs, Jena 1920
- Kant kontra Einstein, Erfurt 1920 online
- Wir Frauen, Langensalza 1923
- Magna Mater, Diederichs, Jena 1928
- Die Autonomie der Werte, 2. Bde., Berlin 1926–1931
- Natürlicher Aristokratismus, in: Irmgard Reichenau (Hg.): Deutsche Frauen an Adolf Hitler, erw. Auflage, Leipzig 1934
- Dr. med. Mathilde Ludendorff – eine aufrechte Gotteskämpferin, [Nachlass] 1952
- Asien über dir. Eine soziologische Kulturstudie zur europäischen und asiatischen Mentalität, Verlag Hohe Warte, Franz Karg von Bebenburg, Pähl 1953
- Erinnerungen an livländisches Landleben, hrsg. v. Detlef Kühn, Nordostdeutsches Kulturwerk, Lüneburg 1983